# Dichlorométhane
Pour les articles homonymes, voir R30 et DCM.
Le dichlorométhane (DCM), ou chlorure de méthylène (dénommé R30 dans la liste des réfrigérants), est un composé organique se présentant à température ambiante comme un liquide incolore et volatil émettant une odeur douceâtre relativement forte pouvant mettre certaines personnes mal à l'aise. Son odeur est perceptible dès 200–300 ppm (dès 25 ppm ou seulement vers 600 ppm selon d'autres sources).
Il est surtout utilisé comme solvant de composés organiques.

## Histoire
Le dichlorométhane a été isolé pour la première fois en 1840 par le chimiste français Henri Victor Regnault, qui l'a isolé d'un mélange de chlorométhane et de chlore précédemment exposé à la lumière.

## Production industrielle
Le dichlorométhane est produit par réaction du chlorométhane ou du méthane avec le chlore gazeux entre 400 °C et 500 °C.
À ces températures, le méthane, comme le chlorométhane subissent une série de réactions qui forment progressivement des produits de plus en plus chlorés :
- CH4 + Cl2 → CH3Cl + HCl
- CH3Cl + Cl2 → CH2Cl2 + HCl
- CH2Cl2 + Cl2 → CHCl3 + HCl
- CHCl3 + Cl2 → CCl4 + HCl

Le résultat de cette série de réactions est un mélange de chlorométhane, dichlorométhane, chloroforme et tétrachlorométhane. Ces composés sont ensuite séparés par distillation.
Le dichlorométhane est instable ; il se décompose à 120 °C et notamment au contact de surfaces chaudes ou en présence d'une flamme (en produisant des composés dangereux chlorure d'hydrogène, phosgène, monoxyde et dioxyde de carbone). Il s’oxyde et se dégrade lentement dans l'air sec, et plus vite en présence d'eau et/ou de lumière. Dans l'eau froide, il s'hydrolyse en produisant de l'acide chlorhydrique, ce phénomène n'est toutefois pas significatif. À partir de 180 °C, toujours dans l'eau, il forme également de l'acide formique, du chlorométhane, du méthanol et un peu de monoxyde de carbone.
Les industriels de la chimie le stabilisent souvent en lui ajoutant une faible quantité d'additifs (moins de 1 %) qui sont généralement des composés phénoliques, des amines, amylène, cyclohexane, époxydes, etc.

## Caractéristiques chimiques
- Peu soluble dans l’eau (13 à 20 g/L à 20 °C).
- Miscible avec la plupart des solvants organiques.
- Solvant efficace sur de nombreux produits organiques (graisses, huiles, résines, etc.).
- Sa densité facilite les procédés d'extraction liquide en laboratoire et offre également une bonne alternative au tétrachlorométhane ou chloroforme.
- Réagit violemment (explosion possible en présence de certains catalyseurs courants ou d'autres solvants chlorés) avec des poudres métalliques (aluminium, magnésium), et réagit spontanément et fortement avec les métaux alcalins, les bases fortes et les oxydants puissants.

## Usages

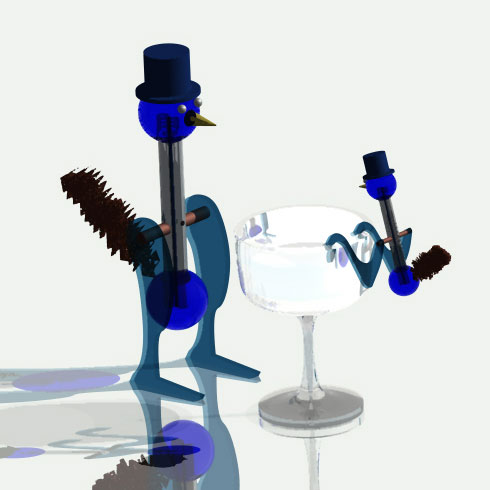
L'oiseau buveur fonctionne grâce à la volatilité du dichlorométhane.

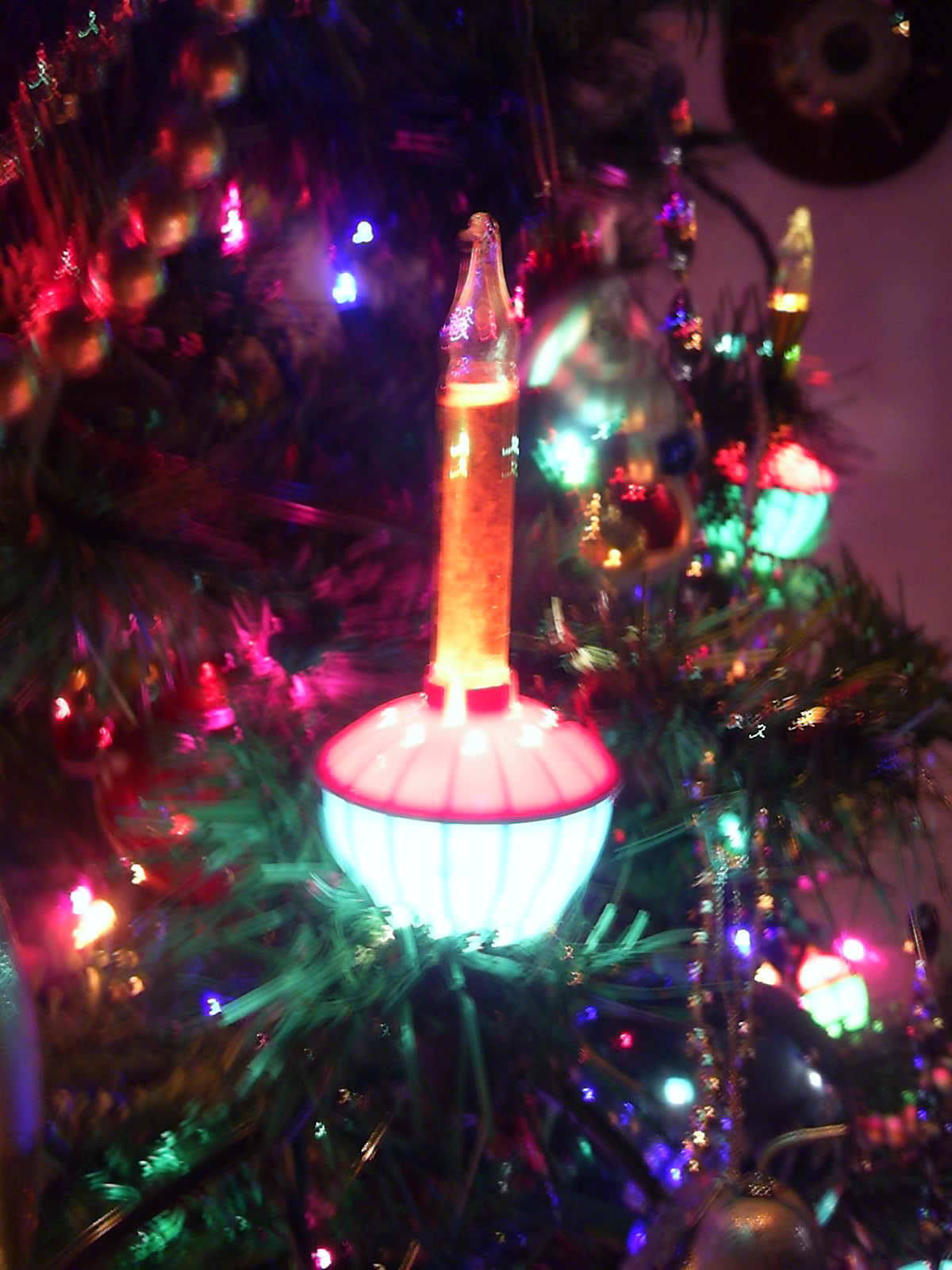
Lampes gadgets de type Bubble light, contenant du dichlorométhane.

Son caractère volatil et sa capacité à dissoudre de nombreux composés organiques font du dichlorométhane un solvant idéal pour de nombreux procédés chimiques.
Il a principalement été utilisé ou l'est encore comme :
- intermédiaire de synthèse, par l'industrie chimique ;
- constituant de décapants pour peinture et vernis ;
- dégraissant industriel ou domestique (pour le bricolage) ;
- solvant extracteur de molécules organiques utilisé par l'industrie pharmaceutique, agroalimentaire et des cosmétiques (il est fréquemment utilisé pour la décaféination du café vert ainsi que pour l'extraction de la caféine ou pour préparer divers arômes (dont le houblon), mais peut être parfois remplacé par l'extraction au CO2 supercritique, moins toxique) ;
- solvant de polymérisation (dont pour la production de polycarbonates) ;
- gaz utilisé par l'industrie de l'imprimerie sur vêtements pour l'enlèvement des transferts à chaud ;
- gaz propulseur pour certains sprays ;
- agent moussant, par exemple pour obtenir la mousse de polyuréthane ;
- pesticide gazeux (pour traiter les stocks de fraises et les céréales) ;
- colles : il « fond » (se combine avec) de nombreux plastiques, aussi est-il utilisé pour la « soudure chimique » de certains plastiques (par exemple pour sceller le boitier de compteurs électriques). C'est l'un des composants principaux des adhésifs vendus pour le collage par soudure de plastique. Dans la fabrication de maquettes, par exemple, il est utilisé pour fixer ensemble les composants en plastique (Les maquettistes l'appellent parfois « Di-clo ») ;
- sa volatilité est exploitée pour animer certains articles de fantaisie (oiseau buveur, lampes décoratives de type Bubble light et affichages de jukebox…) ;
- il sert aussi dans le domaine d'essais techniques de matériaux de génie civil (matériaux bitumineux) comme solvant permettant de séparer le liant de l'ensemble d'une bitume (ou macadam) pour permettre de tester ces matériaux[15] ;
- en impression 3D, il est utilisé pour lisser les modèles en PETG ;
- parmi ses autres usages, il sert à produire des fibres cellulosiques, entre dans la composition de peintures, est utilisé par l'industrie pétrolière, l'industrie du cuir, dans certains détachants textiles, comme solvant par les laboratoires d’analyses chimiques, etc.

En raison de la toxicité relative, on a toutefois cherché des alternatives à la plupart de ces applications.

## Risques et dangers
Toxicité : le dichlorométhane est réputé être le moins toxique des chlorohydrocarbones simples, mais il est néanmoins toxique.
Son caractère très volatil explique un risque d'intoxication aigüe ou chronique par inhalation.
- Le dichlorométhane est métabolisé en monoxyde de carbone par l'organisme qui peut alors subir une intoxication au monoxyde de carbone[17].
- Selon la littérature médicale, une exposition aiguë par inhalation a provoqué chez un homme de 65 ans (retrouvé inconscient) une neuropathie optique sévère[18] et une attaque du foie (hépatite)[19].
- Le contact prolongé avec la peau peut provoquer des irritations ou des brûlures chimiques par dissolution des tissus adipeux[20].

C'est une substance classée par le Centre international de recherche sur le cancer (CIRC) comme Cancérigène classe 2B, c'est-à-dire « l’agent est peut-être cancérigène pour l’homme ». Le DCM est bien cancérigène chez la souris, mais son mécanisme d'action implique une protéine présente chez la souris mais absente chez l'homme. À ce jour, aucune étude n'a pu montrer ni contredire avec certitude un pouvoir cancérigène avéré chez l'Homme. En revanche, chez l'animal de laboratoire, il a été associé à des cancers du poumon, cancer du foie et cancer du pancréas.
Le dichlorométhane traverse la barrière placentaire, mais une toxicité éventuelle pour le fœtus chez les femmes qui y sont exposées pendant la grossesse n'a pas été prouvée. Cependant, l'expérimentation animale le montre fœtotoxique aux doses qui sont toxiques pour la mère. Aucun effet tératogène n'a été détecté à ce jour chez l'humain.

## Précaution, information
Dans beaucoup de pays, les produits chimiques dont ceux contenant du dichlorométhane doivent porter des étiquettes d'avertissement sur ses dangers pour la santé. Toutefois, certains le confondent souvent avec l'essence de térébenthine ou le white spirit, qui présenteraient moins de risques notamment pour la peau, mais qui sont en revanche reconnus comme CMR.
Dans l'Union européenne, l'usage de dichlorométhane dans les décapants a été interdit pour les consommateurs, et pour de nombreux professionnels.

## Couche d'ozone
Du fait de sa courte vie et sa faible persistance, le dichlorométhane n'a pas été pris en compte dans le protocole de Montréal. Cependant sa concentration aurait doublé entre 2004 et 2014 et le niveau atteint est soupçonné par certains d'être un risque d'agrandissement du trou dans la couche d'ozone,.